# A-League 2007-2008
Il campionato di A-League 2007-2008 è stato la 3ª edizione della A-League, la massima divisione del campionato australiano di calcio. È iniziato il 24 agosto 2007 ed è terminato il 24 febbraio 2008. Il Newcastle Jets si laurea campione d'Australia per la prima volta nella sua storia.
A qualificarsi alla AFC Champions League sono il Newcastle Jets, campione d'Australia, e il Central Coast Mariners, primo in classifica nella regular season.

## Novità
Due sono state le novità in questa stagione. La prima riguarda l'uscita dei New Zealand Knights, che sono stati sostituiti dal club connazionale, Wellington Phoenix. La seconda riguarda l'allargamento delle rose delle squadre che passano da 20 a 23 giocatori, incrementando così il salary cap da A$ 1,6 milioni a A$ 1,85 milioni.

## Squadre partecipanti
| Club               | Città            | Stadio                           | Sponsor tecnico | Sponsor ufficiale    | Risultato nella stagione 2006-2007 |
| ------------------ | ---------------- | -------------------------------- | --------------- | -------------------- | ---------------------------------- |
| Adelaide Utd       | Adelaide         | Hindmarsh Stadium                | Reebok          | Sakai Club Financial | 2º posto in A-League               |
| C.C. Mariners      | Gosford          | Bluetongue Central Coast Stadium | Reebok          |                      | 6º posto in A-League               |
| Melbourne Victory  | Melbourne        | Etihad Stadium                   | Reebok          | Samsung              | Campione d'Australia in carica     |
| Newcastle Jets     | Newcastle        | EnergyAustralia Stadium          | Reebok          |                      | 3º posto in A-League               |
| Perth Glory        | Perth            | Members Equity Stadium           | Reebok          | Western QBE          | 7º posto in A-League               |
| Queensland Roar    | Brisbane         | Suncorp Stadium                  | Reebok          | The Coffee Club      | 5º posto in A-League               |
| Sydney FC          | Sydney           | Sydney Football Stadium          | Reebok          | Bing Lee JVC         | 4º posto in A-League               |
| Wellington Phoenix | Wellington (NZL) | Westpac Stadium                  | Reebok          |                      | Esordiente                         |

## Regular season

### Classifica finale
Aggiornata al 20 gennaio 2008
| Pos. | Squadra            | Pt | G  | V  | N | P  | GF | GS | DR  |
| ---- | ------------------ | -- | -- | -- | - | -- | -- | -- | --- |
| 1.   | C.C. Mariners      | 34 | 21 | 10 | 4 | 7  | 30 | 25 | +5  |
| 2.   | Newcastle Jets     | 34 | 21 | 9  | 7 | 5  | 25 | 21 | +4  |
| 3.   | Sydney FC          | 32 | 21 | 8  | 8 | 5  | 28 | 24 | +4  |
| 4.   | Queensland Roar    | 31 | 21 | 8  | 7 | 6  | 25 | 21 | +4  |
| 5.   | Melbourne Victory  | 27 | 21 | 6  | 9 | 6  | 29 | 29 | 0   |
| 6.   | Adelaide Utd       | 26 | 21 | 6  | 8 | 7  | 31 | 29 | +2  |
| 7.   | Perth Glory        | 20 | 21 | 4  | 8 | 9  | 27 | 34 | -7  |
| 8.   | Wellington Phoenix | 20 | 21 | 5  | 5 | 11 | 25 | 37 | -12 |

Legenda:

      Ammessa alla AFC Champions League 2009
      Ammessa alla AFC Champions League 2009
      Ammesse alle Finals Series

Note:

Tre punti a vittoria, uno a pareggio, zero a sconfitta.

## Finals Series

### Semifinali

#### Andata
| Sydney 25 gennaio 2008, ore 20:00 UTC+11 | Sydney FC | 0 – 0 referto | Queensland Roar | Sydney Football Stadium (23 450 spett.)\| Arbitro: \| Shield \| |
| Arbitro:                                 | Shield    |               |                 |                                                                 |

| Arbitro: | Breeze |

|                                          |           |  |
| A. Griffiths 22’ J. Griffiths 85’ (rig.) | Marcatori |  |

#### Ritorno
| Arbitro: | Shield |

|                                    |           |  |
| Reinaldo 13’ Ognenovski 84’ (rig.) | Marcatori |  |

| Arbitro: | Williams |

|                                |           |  |
| Kwasnik 37’ Petrovski 74’, 95’ | Marcatori |  |

### Finale preliminare
| Arbitro: | Green |

|                                                   |           |                                    |
| Thompson 40’ J. Griffiths 104’ (rig.) Elrich 111’ | Marcatori | 90+2’ (rig.), 118’ (rig.) Reinaldo |

### Grand Final
| Arbitro: | Shield |

|  |           |            |
|  | Marcatori | 64’ Bridge |

## Verdetti
- Newcastle Jets Campione d'Australia 2007-2008 e qualificato alla fase a gironi della AFC Champions League 2009.
- Central Coast Mariners qualificato alla fase a gironi della AFC Champions League 2009.

## Statistiche e record

### Classifica marcatori
Aggiornata al 20 gennaio 2008
| Gol |  |  | Giocatore       | Squadra            |
| --- |  |  | --------------- | ------------------ |
| 12  |  |  | Joel Griffiths  | Newcastle Jets     |
| 9   |  |  | Shane Smeltz    | Wellington Phoenix |
| 8   |  |  | Alex Brosque    | Sydney FC          |
| 8   |  |  | Jamie Harnwell  | Perth Glory        |
| 7   |  |  | Daniel Allsopp  | Melbourne Victory  |
| 7   |  |  | John Aloisi     | C.C. Mariners      |
| 6   |  |  | Lucas Pantelis  | Adelaide Utd       |
| 6   |  |  | Sasho Petrovski | C.C. Mariners      |
| 6   |  |  | Reinaldo        | Queensland Roar    |
| 6   |  |  | Archie Thompson | Melbourne Victory  |